# صندلی خاکستری
صندلی خاکستری یک مجموعه تلویزیونی محصول سال ۱۳۸۰ به کارگردانی سیدحامد عقیلی، نویسندگی مهرداد رایانی مخصوص و تهیه‌کنندگی سیدحامد عقیلی می‌باشد که در دههٔ فجر از شبکه ۳ پخش شد. این مجموعه در ۱۲ قسمت تهیه شد.

## بازیگران
- آرش نوذری
- بهناز توکلی
- شاپور کلهر
- محمد ابهری (بازیگر مهمان)
- محمدرضا داودنژاد
- بیتا حیدری
- مژگان یوسفی